# Roland Königshofer
Roland Königshofer (né le 24 octobre 1962 à Neunkirchen) est un coureur cycliste autrichien. 
Spécialiste du demi-fond, il a été trois fois champion du monde de cette discipline chez les amateurs, en 1989, 1990 et 1991. Son frère Thomas a également pratiqué le demi-fond et a pris la troisième place du championnat du monde en 1989.

## Palmarès sur piste

### Championnats du monde
- Bassano del Grappa 1985
  -  Médaillé d'argent du demi-fond amateurs
- Colorado Springs 1986
  -  Médaillé de bronze du demi-fond amateurs
- Vienne 1987
  -  Médaillé de bronze du demi-fond amateurs
- Gand 1988
  -  Médaillé d'argent du demi-fond amateurs
- Lyon 1989
  -  Champion du monde de demi-fond amateurs
- Maebashi 1990
  -  Champion du monde de demi-fond amateurs
- Stuttgart 1991
  -  Champion du monde de demi-fond amateurs
- Valence 1992
  -  Médaillé de bronze du demi-fond amateurs
- Hamar 1993
  -  Médaillé d'argent du demi-fond
- Palerme 1994
  -  Médaillé d'argent du demi-fond

### Championnats d'Europe
- 1995
  -  Médaillé de bronze du demi-fond
- 1996
  -  Médaillé de bronze du demi-fond

## Palmarès sur route
- 1986
  - Tour de Grèce
- 1987
  - 2e de Vienne-Rabenstein-Gresten-Vienne
- 1994
  - 2e de l'Uniqa Classic